# Стінка (заказник)
Стінка — ботанічний заказник місцевого значення.
Оголошений відповідно до рішення 11 сесії Вінницької обласної ради 23 скликання від 17.12.1999 р. Розташований на території Томашпільського району Вінницької області в околицях с. Русава. Охороняється ділянка лісу у долині річки Русава, в трав'яному покриві якого зростає степова і лучно-степова рослинність.

## Галерея

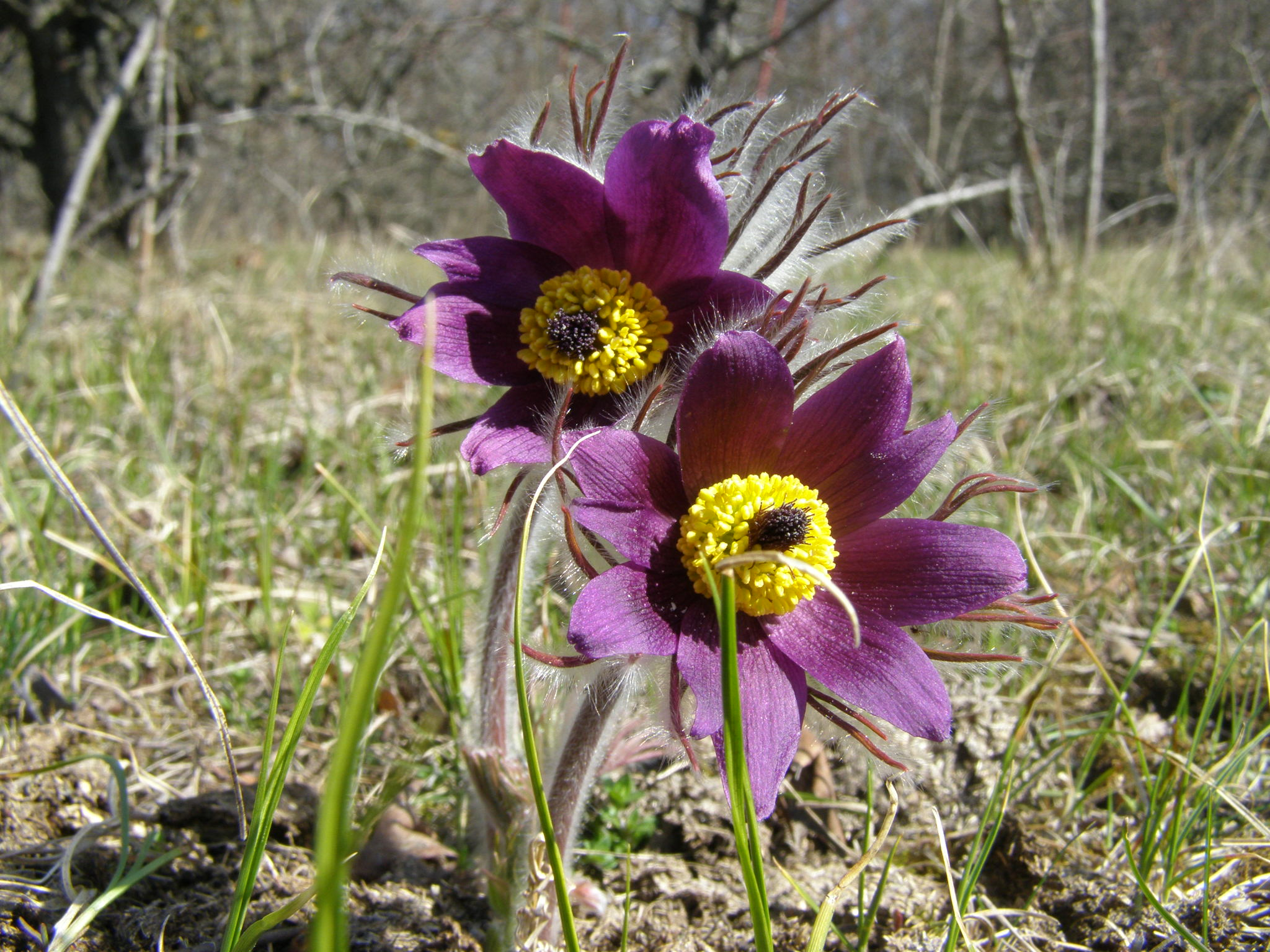
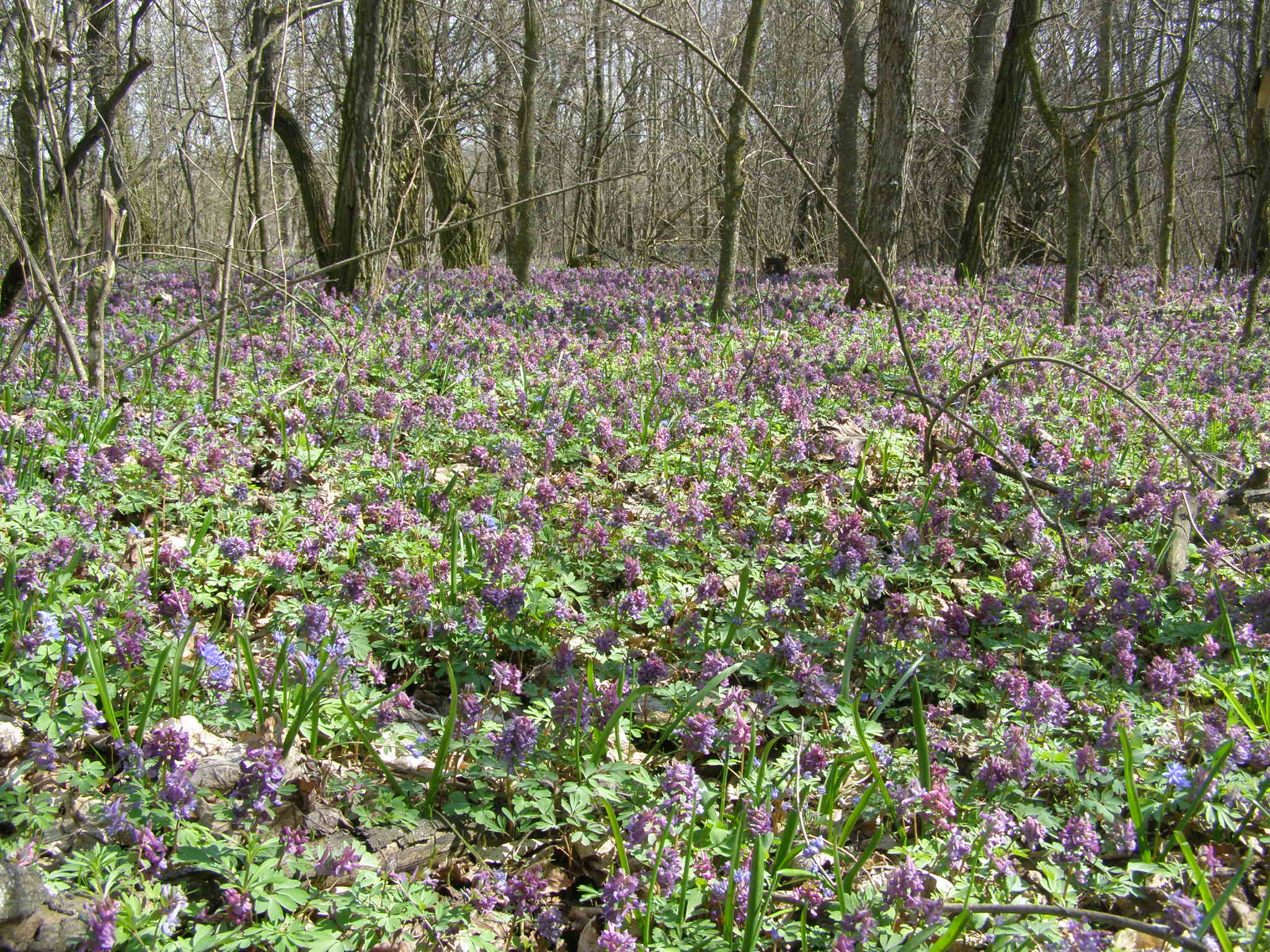
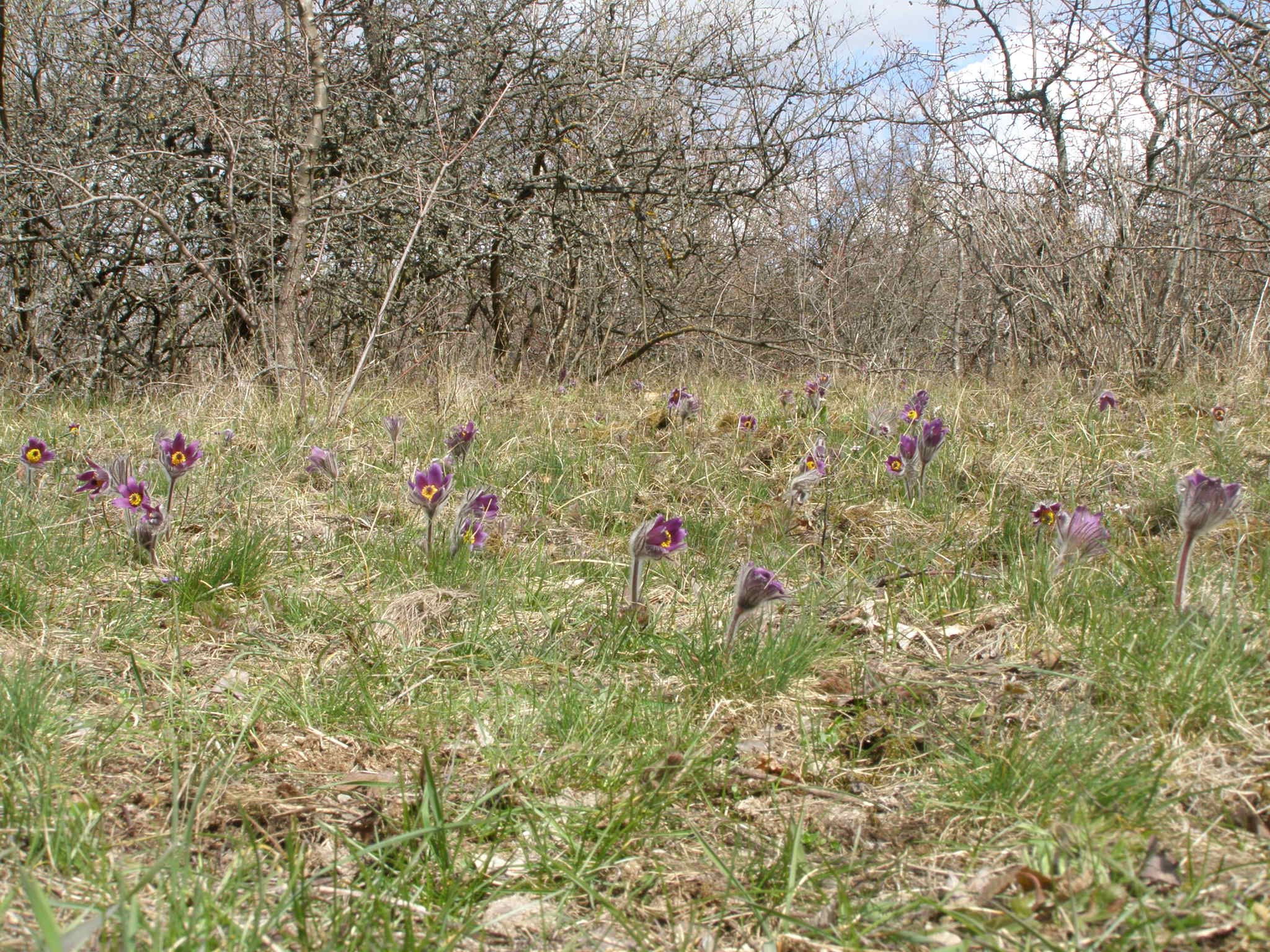